# 카트린 게베
카트린 게베(Katrin Gebbe, 1983년 ~ )는 독일의 영화 감독, 영화 각본가이다. 2013년 영화 《치명적 믿음》(Tore tanzt)으로 감독 데뷔했다.

## 작품 목록
- 치명적 믿음 (2013)
- 펠리컨 블러드 (2019)